# ميخائيل ستيوارت (ملاكم)
ميخائيل ستيوارت (بالإنجليزية: Michael Stewart)‏ (20 ديسمبر 1977 - ) هو ملاكم أمريكي.

## وصلات خارجية
- ميخائيل ستيوارت على موقع بوكس ريك (الإنجليزية) (registration required)